# Плоскожук широкий
Плоскожук широкий (лат. Deronectes latus) — вид жесткокрылых семейства плавунцов.

## Описание
Жук маленьких размеров, в длину достигает 4,5—4,8 мм. Основание переднеспинки шире основания надкрылий, её наибольшая ширина позади середины. Тело плоское, имеет чёрный или чёрно-бурый окрас, слабо блестящее.

## Экология
Населяет холодных проточных водах.